# Https://de.wikipedia.org/wiki//Vegaphobie

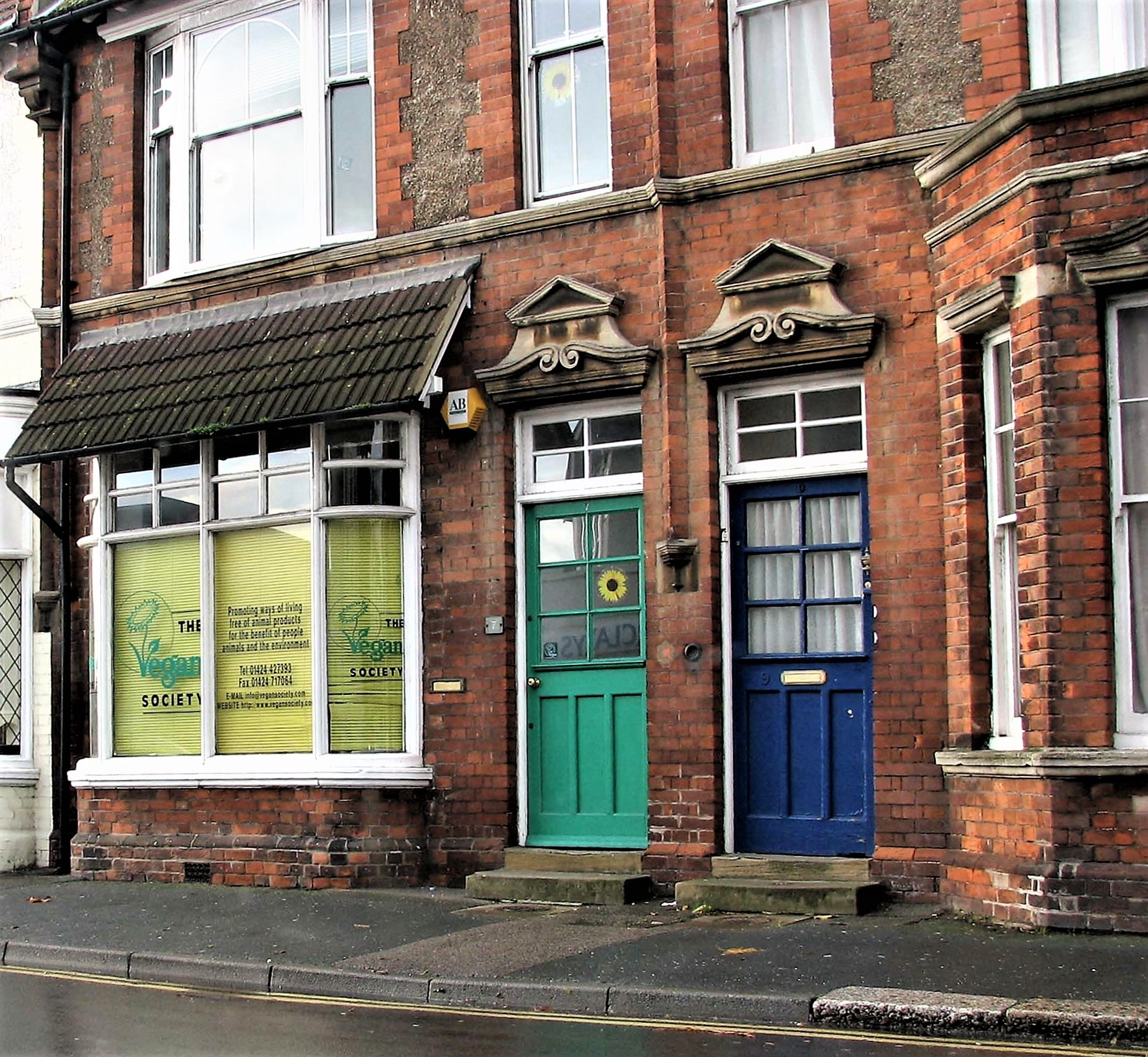
Ehemaliger Sitz der Vegan Society in St. Leonards-on-Sea

Vegaphobie, Vegephobie, Veganphobie oder Veganophobie bezeichnet eine Abneigung oder Ablehnung gegenüber Vegetariern und Veganern. Der Begriff tauchte erstmals in den 2010er Jahren auf, zeitgleich mit dem Anstieg des Veganismus in den späten 2010er Jahren. Mehrere Studien haben das Vorkommen vegaphober Einstellungen in der Allgemeinbevölkerung festgestellt. Es gibt jedoch auch positive Einstellungen gegenüber Vegetariern und Veganern. Aufgrund ihrer Ernährung werden sie von anderen möglicherweise als tugendhafter oder prinzipientreuer wahrgenommen.
Drei französische Veggie Pride-Aktivisten verwendeten den Begriff végéphobie, der Diskriminierung gegenüber Vegetariern bedeutet, in einem Dokument aus dem Jahr 2011.
Die britischen Soziologen Matthew Cole und Karen Morgan verwendeten den Begriff Vegaphobie und das abgeleitete Adjektiv vegaphob in einer Studie aus dem Jahr 2011, um Vorurteile speziell gegenüber Veganern zu beschreiben. Spätere Autoren verwendeten in diesem Sinne den Begriff Veganphobie (vegan-).
Spätere Studien definierten Vegaphobie als eine doppelte Abneigung gegenüber Veganern und Vegetariern zusammen. Eine Studie aus dem Jahr 2019, die Vegaphobie in diesem Sinne untersuchte, führte zudem den Begriff Vegaphob ein, um eine Person mit dieser Einstellung zu beschreiben. Bereits zuvor hatte die schweizerisch-polnische Schauspielerin und Produzentin Jola Cora das Konzept der doppelten Abneigung aufgegriffen, allerdings unter der Bezeichnung Vegephobie(mit „e“). Sie stellte dieses Konzept 2013 in einem Konferenzvortrag mit dem Titel „Vegephobia, what is it?“ vor.

## Umgang in der Bevölkerung
In den Medien, der Popkultur und selbst in progressiven, aufgeklärten und höflichen Kreisen ist es immer noch weitgehend akzeptabel, sich über Veganer lustig zu machen“, schreibt Farhad Manjoo in einem Meinungsartikel der New York Times aus dem Jahr 2019, der sich gegen das Verspotten von Veganern richtet. Manjoo zitiert Ergebnisse einer Studie aus dem Jahr 2015 von kanadischen Psychologen, die zeigen, dass die Allgemeinbevölkerung Veganer negativer bewertet als Atheisten und Migranten und Veganer nur geringfügig besser toleriert werden als Drogensüchtige. Veganer erhalten negativere Bewertungen als Vegetarier, und vegane Männer werden schlechter bewertet als vegane Frauen. Veganer, die aus Gesundheitsgründen motiviert sind, werden positiver wahrgenommen als solche, deren Veganismus auf ethischen oder tierschutzbezogenen Überzeugungen basiert.
Unter rund tausend belgischen Fleischessern aus Flandern, die 2016 befragt wurden, war Vegaphobie gegenüber Vegetariern bei Männern häufiger als bei Frauen, bei älteren Menschen häufiger als bei jüngeren, bei Personen mit einer stärkeren Absicht, weiterhin Fleisch zu konsumieren, sowie bei weniger gebildeten Menschen.
Diese Erkenntnisse stimmen mit der Wahrnehmung von Veganern überein, die sich von Fleischessern diskriminiert fühlen. Eine Umfrage der Gewichtsmanagement-App Lifesum aus dem Jahr 2018 unter über 1.000 britischen und amerikanischen Veganern ergab, dass 80 % der Befragten irgendeine Form von anti-veganen Vorurteilen erfahren haben. Die Angst, beim Übergang zu einer veganen Ernährung stigmatisiert zu werden, hält zudem einige Fleischesser davon ab, eine vegane Lebensweise anzunehmen.
Vegane Schokolade wurde mit Tausenden von „gemeinen Tweets“ kritisiert – ein Umstand, auf den das britische Schokoladenunternehmen Cadbury in einer Kampagne im Jahr 2022 aufmerksam machte.
Fleischesser bewerten Veganer weniger negativ, wenn sie daran erinnert werden, dass Fleisch von Tieren stammt, wie eine Umfrage unter 300 US-amerikanischen Teilnehmern ergab. Dieser Hinweis führte außerdem zu einem erhöhten Unbehagen beim Fleischverzehr.
Eine Studie, die 2023 in der Fachzeitschrift Sex Roles veröffentlicht wurde, ergab, dass Männer mit veganer Ernährung häufig als weniger männlich wahrgenommen werden – ein Stereotyp, das sowohl von Männern als auch Frauen geteilt wird, überraschenderweise sogar von einigen weiblichen Veganerinnen. Dies spiegelt eine tief verwurzelte Verbindung zwischen Fleischkonsum und Männlichkeit wider und verdeutlicht weit verbreitete und unerwartete Vorurteile, selbst innerhalb der veganen Gemeinschaft.
Eine Kolumne aus dem Jahr 2024 beklagte anti-vegane Witze, die von Progressiven und Moderaten in den belgischen Medien gemacht wurden.

## Darstellungen in den Medien
Die Wissenschaftlerin Laura Wright erklärte 2015, dass Medienorganisationen und der öffentliche Diskurs vegane Ernährung routinemäßig falsch darstellen. Sie hob Fälle hervor, in denen Medien den Tod von Kindern als Folge einer „veganen Ernährung“ darstellten, obwohl die tatsächliche Ursache elterliche Vernachlässigung elterliche Vernachlässigung war.
Eine Studie aus dem Jahr 2011 ergab, dass die britischen Medien Veganer durch Spott diskreditieren und Veganismus als schwierig oder unmöglich darstellten. Die sechs häufigsten vegaphoben Aussagen in diesen Medien waren, in absteigender Häufigkeit: Veganismus lächerlich machen, Veganismus fälschlicherweise mit Askese gleichsetzen, den Mythos verbreiten, dass Veganismus schwer oder unmöglich aufrechtzuerhalten sei, Veganismus als Modetrend beschreiben, Veganer als Sentimentalisten darstellen und Veganer als feindselig definieren. Die Studie fand heraus, dass von 397 untersuchten Artikeln 20 % neutral, etwa 5 % positiv und 75 % negativ waren.
2018 wurde bekannt, dass der britische Food-Editor William Sitwell einer Veganerin eine E-Mail geschickt hatte, in der er über das „Töten von Veganern, einen nach dem anderen“ scherzte".
Der amerikanische Starkoch Anthony Bourdain schrieb in seinem Buch Kitchen Confidential von 2000, dass er Veganer verachte, und witzelte, Vegetarier und Veganer seien „ein ständiger Störfaktor für jeden Koch, der etwas auf sich hält“.
In den sozialen Medien wurden einige Veganer auch dafür angegriffen, dass sie sich dafür entscheiden, sexuelle Beziehungen ausschließlich mit anderen Veganern einzugehen.

## Ursachen von Vegaphobie
Viele Theorien versuchen die negative Einstellungen gegenüber Veganern und Vegetariern zu erklären.
Mehrere Studien haben Zusammenhänge zwischen Vegaphobie und verschiedenen demografischen sowie politischen Merkmalen festgestellt. Vegaphobie ist am häufigsten bei Menschen mit konservativen oder rechtspolitischen Überzeugungen anzutreffen, insbesondere bei solchen, die mit abrahamitischen Religionen verbunden sind. Sie tritt besonders ausgeprägt bei Personen und Gruppen am rechten Rand auf. Für einige Anhänger rechter Ideologien gehört Fleischessen nicht nur zum Genuss, sondern ist auch Teil ihrer Lebenseinstellung. Daher können sie Menschen, die gegen Fleischkonsum eintreten, als Bedrohung für ihre Lebensweise wahrnehmen.
Eine Umfrage mit etwa 1.000 Teilnehmern zeigte, dass Veganer vor allem von älteren und weniger gebildeten Personen sowie von Fleischessern, die besonders überzeugt von ihrem Fleischkonsum sind, als Bedrohung wahrgenommen werden. Eine Studie aus dem Jahr 2019 fand zudem eine positive Korrelation zwischen Weltanschauungen, die auf sozialer Dominanz bestimmter Gruppen über andere basieren (z. B. institutionalisierte Diskriminierung), und einer negativen Wahrnehmung von Veganern.
Ein weiterer vorgeschlagener Grund für Vegaphobie ist, dass Fleischesser sich von Veganern und Vegetariern für ihren Fleischkonsum verurteilt fühlen könnten. Indem sie ethische Veganer als Gutmenschen diskreditieren, versuchen sie, eine mögliche Selbstverurteilung zu entkräften. Diese negativen Einstellungen gegenüber Veganern sind besonders stark, wenn angenommen wird, dass Veganer sich selbst als moralisch überlegen betrachten.
Während Fleischesser möglicherweise einen inneren Konflikt über das Töten von Tieren für ihre Nahrung haben, könnte diese Erklärung für Vegaphobie bei umweltbezogenen Gründen für den Fleischverzicht weniger zutreffen. Fleischesser, die sich als Umweltschützer sehen, könnten keinen Konflikt in ihrem Fleischkonsum wahrnehmen, da sie ihren individuellen ökologischen Einfluss durch den Fleischverzehr als gering einschätzen.
Veganer werden nicht immer aus ideologischen Gründen diskreditiert. Manchmal liegt der Grund darin, dass Vegaphobe kein Essen mit ihnen teilen können.
Vegaphobie wurde als ein intersektionales Problem dargestellt, das mit Männlichkeit, Rassismus und Fragen der Geschlechtsidentität verbunden ist.

## Vegaphobe Handlungen

### Gegen Vegetarier
In den frühen 1990er-Jahren begann McDonald's, seine Pommes frites als vegetarisch zu bezeichnen, obwohl sie tatsächlich Rindfleisch-Aromen enthielten. Dies führte im Jahr 2002 zu einer Entschädigungszahlung in Höhe von zehn Millionen US-Dollar, da Hindus und andere Vegetarier dadurch dazu verleitet wurden, Speisen gegen ihr Gewissen zu konsumieren.
Im Jahr 2020 bezeichnete ein parlamentarischer Mitarbeiter der nationalistischen Partei Alternative für Deutschland jemanden, der in der Kantine des deutschen Bundestags vegetarisches Essen bestellte, mit einem abfälligen Ausdruck und sagte: „Euch kriegen wir auch noch, ihr Körnerfresser.“

### Gegen Veganer
Der Philosoph Oscar Horta verknüpft Vegaphobie mit der Diskriminierung von Veganern, die er unter anderem am Arbeitsplatz beobachtet.
Veganer wurden in Einzelfällen am Arbeitsplatz belästigt, aufgrund ihres Veganismus gekündigt oder bei Bewerbungen aus dem Kandidatenpool ausgeschlossen.
Eine Umfrage der Anwaltskanzlei Crossland Employment Solicitors ergab, dass sich von über 1.000 veganen Arbeitnehmern in Großbritannien fast ein Drittel am Arbeitsplatz diskriminiert fühlte. Ein Londoner NHS-Trust (eine Einheit des britischen Nationalen Gesundheitsdienstes) veröffentlichte 2017 eine diskriminierende Stellenanzeige für einen Ergotherapeuten, in der es hieß: „Leider können Ergotherapeuten mit veganer Ernährung nicht berücksichtigt werden“, und dass „Veganismus oder andere stark eingeschränkte Ernährungsweisen nicht unterstützt werden können.“ Nach einer Intervention durch die Vegan Society änderte der Trust die Anzeige und entschuldigte sich.
Ein Veganer wurde von lokalen Wählern in der Schweiz die Staatsbürgerschaft verweigert, und in England warfen Menschen KFC-Hähnchen auf Veganer, jeweils als Reaktion auf deren rechtmäßige Proteste für Tierrechte. Im Jahr 2018 reagierte William Sitwell, damals Herausgeber des Waitrose Food-Magazins, auf eine Anfrage für eine vegane Kolumne mit dem Vorschlag, „eine Serie über das Töten von Veganern, einen nach dem anderen“, zu schreiben.
Eine vegane Studentin aus Bristol wurde aufgefordert, einer Bullen-Kastration zuzusehen und ein Schlachthaus zu besuchen, andernfalls würde sie ihren Kurs in Tiermanagement nicht bestehen. Nach Unterstützung durch die Vegan Society revidierte die Universität ihre Entscheidung.
Eine Grundschule in Solihull verbot einem fünfjährigen Kind, Sojamilch mit in die Schule zu bringen. Es dauerte drei Monate und die Unterstützung der Vegan Society, bis der Vater des Kindes die Schule dazu bewegen konnte, ihre Entscheidung zu ändern.
Wenn Nicht-Veganer von der Ernährung eines vegan lebenden Menschen erfahren, zählen sie häufig alle tierischen Lebensmittel auf, die sie mögen („Ich liebe einfach Bacon“), ohne zu bedenken, dass dies Veganern ein unangenehmes Gefühl geben kann.:363

## Verfolgung
Die Unión Vegana Argentina reichte 2019 eine Petition bei der argentinischen Regierungsbehörde National Institute Against Discrimination, Xenophobia and Racism ein, um Vegaphobie in ihre Diskriminierungskartierungen aufzunehmen.

## Kritik
Die Verwendung des Begriffs „Vegaphobie“ und das Ausmaß, in dem er mit anderen Formen der Diskriminierung vergleichbar ist, ist ein kontroverses Thema. Sophie Wilkinson von Grazia äußerte 2018 die Meinung, dass Diskriminierung gegen Veganer (im Gegensatz zu Sexismus, Rassismus und Homophobie) nicht über Mikroaggressionen hinausgeht. Sie schrieb außerdem, dass „Diskriminierung bedeutet, anders behandelt zu werden, weil man ist, wer man ist, nicht wegen dessen, was man tut“, und implizierte damit, dass Veganismus keine Identität sei, sondern eine Entscheidung. Andere unterscheiden zwischen zwei Arten des Veganismus: einem Lifestyle-Veganismus und einem ethischen Veganismus. Letzterer, motiviert durch ethische Überzeugungen zum Tierschutz, wurde 2020 in einem Rechtsstreit um unfaire Kündigung im Vereinigten Königreich unter dem Equality Act als geschützte Überzeugung anerkannt.